# 九州旅客鉄道熊本支社

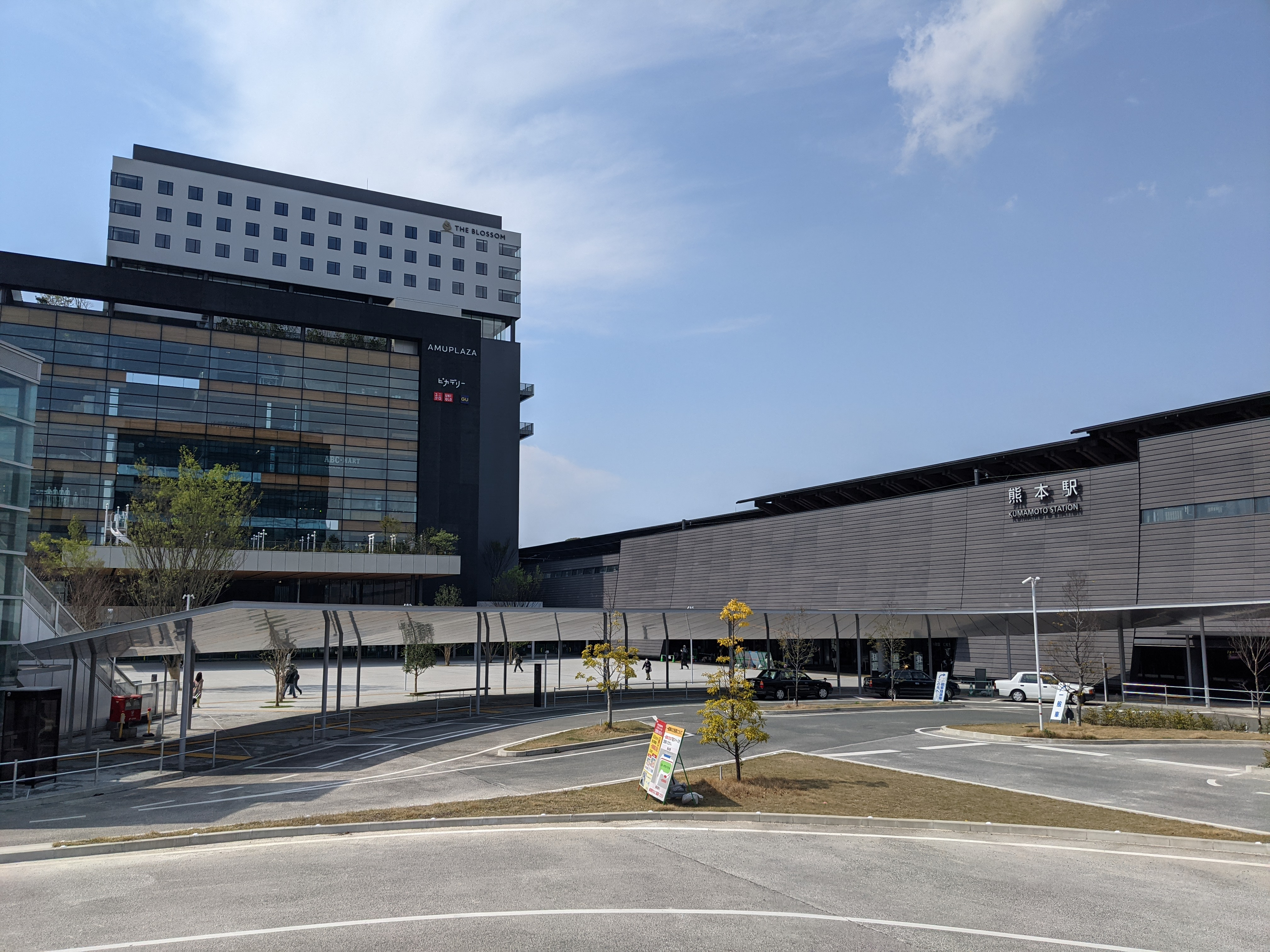
JR九州熊本支社（熊本駅構内）

九州旅客鉄道熊本支社（きゅうしゅうりょかくてつどうくまもとししゃ）は、九州旅客鉄道（JR九州）の支社の一つ。旧日本国有鉄道熊本鉄道管理局の流れを汲む。

## 支社所在地
熊本県熊本市西区春日3-15-1

## 管轄路線
熊本県内全域に加え、肥薩線については宮崎県内の区間も管轄する。
路線
※ 支社境界は閉塞区間上にあるため、境界線の内側の停車場（駅・信号場など）を記載している。
| 路線名     | 区間                                     | 備考                                                                                 |
| ---------- | ---------------------------------------- | ------------------------------------------------------------------------------------ |
| 九州新幹線 | （新玉名駅・熊本駅・新八代駅・新水俣駅） | 左記4駅の駅運転・営業業務のみ 列車運行・線路設備管理は本社鉄道事業本部新幹線部の直轄 |
| 鹿児島本線 | 荒尾 - 八代間                            |                                                                                      |
| 肥薩線     | 八代 - 真幸間                            |                                                                                      |
| 豊肥本線   | 熊本 - 滝水間                            |                                                                                      |
| 三角線     | 宇土 - 三角間（全線）                    |                                                                                      |

なお、九州新幹線開業以前は鹿児島本線（現・肥薩おれんじ鉄道線）の八代 - 袋間も管轄していた。

## 組織
2022年4月1日現在。
- 安全推進室
- 総務企画課
- 営業運輸課

- 工務課

### 廃止された鉄道事業部
- 熊本鉄道事業部（2022年3月31日廃止）
- 阿蘇鉄道事業部（2008年4月1日廃止）
- 人吉鉄道事業部

## 車両基地・設備保全区所
- 熊本車両センター「熊クマ」
- 熊本工務所

## 乗務員区所

### 運転士･車掌
- 熊本乗務センター